# 10464 Джесі
10464 Джесі (10464 Jessie) — астероїд головного поясу, відкритий 17 вересня 1979 року.
Тіссеранів параметр щодо Юпітера — 3,581.